# Metal Heart
„Metal Heart“ (на български: Метално сърце) е шестият студиен албум на германската хевиметъл група Аксепт. Издаден е през 1985 година.
Творбата се превръща в поредното класическо произведение от златната ера на групата и стилът хевиметъл. В звученето се забелязва още по-голямо наблягане на мелодичната линия с цел пробив на доходоносния американски пазар. Въпреки това, Metal Heart не успява да достигне комерсиалния успех на предхождащия го албум „Balls to the Wall“.

## Списък на песните
1. „Metal Heart“ – 5:19
2. „Midnight Mover“ – 3:05
3. „Up to the Limit“ – 3:47
4. „Wrong Is Right“ – 3:08
5. „Screaming for a Love-Bite“ – 4:06
6. „Too High to Get It Right“ – 3:47
7. „Dogs on Leads“ – 4:23
8. „Teach Us to Survive“ – 3:32
9. „Living for Tonite“ – 3:33
10. „Bound to Fail“ – 4:58

## Музиканти
- Удо Диркшнайдер – вокали
- Йорг Фишер – китари
- Волф Хофман – китари
- Петер Балтес – бас
- Щефан Кауфман – барабани

## Комерсиални Класации
- Швеция 4-то място
- Финландия 2-ро място
- Швейцария 14-о място
- Великобритания 50-о място
- САЩ 94-то място
- Германия 13-о място